# Randers FC
Randers FC – duński klub piłkarski z siedzibą w Randers w Jutlandii, założony w 2002 roku, w wyniku fuzji klubów Dronningborg BK (założonego w 1928), Hornbæk SF (założonego w 1945), Kristrup BK (założonego w 1908), Randers SK Freja (założonego w 1898), Randers KFUM (założonego w 1920) i Vorup FB (założonego w 1915).

## Sukcesy
- Superligaen
  - 3. miejsce (1): 2012/2013
- Puchar Danii
  - zwycięstwo: (2): 2005/2006, 2020/2021
  - finał: (1) 2012/2013

## Europejskie puchary
Legenda do wszystkich tabel:
- Q – runda eliminacyjna, 1/16, 1/8, 1/4, 1/2 – odpowiednia faza rozgrywek, Grupa – runda grupowa, 1r gr – pierwsza runda grupowa, 2r gr – druga runda grupowa, F – finał, R – runda, PO – play-off
- k. – rzuty karne, los. – losowanie, Dogr. – dogrywka, w. – zasada bramek strzelonych na wyjeździe

| Sezon   | Rozgrywki               | Runda   | Przeciwnik       | Dom | Wyjazd | Ogólnie    |
| ------- | ----------------------- | ------- | ---------------- | --- | ------ | ---------- |
| 2006/07 | Puchar UEFA             | 1Q      | Akraness         | 1–0 | 1–2    | 2–2, w.    |
| 2006/07 | Puchar UEFA             | 2Q      | Kaunas           | 3–1 | 0–1    | 3–2        |
| 2006/07 | Puchar UEFA             | 3Q      | Fenerbahçe SK    | 0–3 | 1–2    | 1–5        |
| 2009/10 | Liga Europy             | 1Q      | Linfield         | 4–0 | 3–0    | 7–0        |
| 2009/10 | Liga Europy             | 2Q      | Sūduva Mariampol | 1–1 | 1–0    | 2–1        |
| 2009/10 | Liga Europy             | 3Q      | Hamburg          | 0–4 | 1–0    | 1–4        |
| 2010/11 | Liga Europy             | 1Q      | F91 Dudelange    | 6–1 | 1–2    | 7–3        |
| 2010/11 | Liga Europy             | 2Q      | Gorica           | 1–1 | 3–0    | 4–1        |
| 2010/11 | Liga Europy             | 3Q      | Lausanne Sports  | 2–3 | 1–1    | 3–4        |
| 2013/14 | Liga Europy             | 3Q      | Rubin Kazań      | 1–2 | 0–2    | 1–4        |
| 2015/16 | Liga Europy             | 1Q      | UE Sant Julià    | 3–0 | 1–0    | 4–0        |
| 2015/16 | Liga Europy             | 2Q      | Elfsborg         | 0–0 | 0–1    | 0–1        |
| 2021/22 | Liga Europy             | PO      | Galatasaray      | 1–1 | 1–2    | 2–3        |
| 2021/22 | Liga Konferencji Europy | Grupa D | AZ Alkmaar       | 2–2 | 0–1    | 2. miejsce |
| 2021/22 | Liga Konferencji Europy | Grupa D | CFR Cluj         | 2–1 | 1–1    | 2. miejsce |
| 2021/22 | Liga Konferencji Europy | Grupa D | FK Jablonec      | 2–2 | 2–2    | 2. miejsce |
| 2021/22 | Liga Konferencji Europy | 1/16    | Leicester City   | 1–3 | 1–4    | 2–7        |

## Skład na sezon 2024/2025
Stan na 8 września 2024
| Nr | Poz. | Piłkarz               |
| -- | ---- | --------------------- |
| 1  | BR   | Paul Izzo             |
| 3  | OB   | Daniel Høegh          |
| 4  | OB   | Wessel Dammers ()     |
| 5  | OB   | Hugo Andersson        |
| 6  | PO   | John Björkengren      |
| 7  | NA   | Mohamed Touré         |
| 9  | PO   | Simen Bolkan Nordli   |
| 10 | PO   | Norman Campbell       |
| 11 | PO   | Edgar Babayan         |
| 14 | PO   | Frederik Lauenborg    |
| 15 | OB   | Björn Kopplin         |
| 16 | PO   | Laurits Raun Pedersen |
| 17 | PO   | Mathias Greve         |
| 18 | PO   | Noah Shamoun          |

| Nr | Poz. | Piłkarz                                   |
| -- | ---- | ----------------------------------------- |
| 19 | NA   | Tammer Bany                               |
| 20 | NA   | Abdul Hakim Sulemana                      |
| 22 | BR   | Emmanuel Ogura                            |
| 23 | OB   | Christian Østergaard                      |
| 24 | OB   | Sabil Hansen                              |
| 25 | BR   | Oskar Snorre                              |
| 26 | NA   | Florian Danho                             |
| 27 | OB   | Oliver Olsen                              |
| 28 | PO   | André Rømer                               |
| 29 | OB   | Oliver Zandén (wypożyczony z Toulouse FC) |
| 30 | PO   | Mike Themsen                              |
| 44 | OB   | Nikolas Dyhr                              |
| 90 | NA   | Stephen Odey                              |

### Wypożyczeni do innych klubów
Stan na 8 września 2024
| Nr | Poz. | Piłkarz                                         |
| -- | ---- | ----------------------------------------------- |
|    | PO   | Ernest Agyiri (w Kolding IF do 31 grudnia 2024) |
|    | PO   | Mustapha Isah (w IK Start do 31 grudnia 2024)   |

## Trenerzy w historii klubu
- Lars Olsen (1 stycznia 2003 – 24 stycznia 2007)
- Colin Todd (1 lipca 2007 – 5 stycznia 2009)
- John Jensen (5 stycznia 2009 – 6 października 2009)
- Ove Christensen (7 października 2009 – 26 kwietnia 2011)
- Peter Elstrup (tymcz.) (27 kwietnia 2011 – 30 czerwca 2011)
- Michael Hemmingsen (1 lipca 2011 – 5 lipca 2012)
- Colin Todd (5 lipca 2012 – 30 czerwca 2016)
- Ólafur Kristjánsson (1 lipca 2016 – 5 października 2017)
- Ricardo Moniz (8 października 2017 – 26 stycznia 2018)
- Rasmus Bertelsen (26 stycznia 2018 – 30 czerwca 2018)
- Thomas Thomasberg (1 lipca 2018 – 22 marca 2023)
- Rasmus Bertelsen (23 marca 2023 –)

## Strony klubowe
- Oficjalna strona klubu